# Её величество танцовщица
«Её величество танцовщица» (нем. Ihre Hoheit die Tänzerin) — немой немецкий фильм-драма 1920 года режиссёра Рихарда Айхберга. Последняя работа Белы Лугоши со студией Eichberg-Film.
По состоянию на 2021 год фильм считается утерянным.

## В ролях
| Актёр               | Роль                                  |
| ------------------- | ------------------------------------- |
| Ли Пэрри            | Ева Грюнвальд                         |
| Роберт Шольц        | роль неизвестна                       |
| Виолетта Напьерска  | роль неизвестна                       |
| Бела Лугоши         | роль неизвестна                       |
| Сайм Делмар         | Рут Ирвинг                            |
| Рудольф Кляйн-Роден | роль неизвестна                       |
| Пол Людвиг          | Секретарь лорда Глостера, Копперс     |
| Эдвард Ротхаузер    | Герман Грюнвальд, сторож Святой Марии |
| Вальтер Штайнбек    | Лорд Сесил Глостер                    |
| Аруф Вартан         | Гадван                                |
| Макс Вогрич         | Вольфганг Таутлинген                  |
| Рудольф Золлинг     | Органист Святой Марии                 |

## Релиз
Выпуск фильма был первоначально запрещён цензорами, которые стали влиятельными с мая 1920 года как ответная реакция на секс-фильмы, которые начали тогда появляться.
До наших дней фильм не сохранился.

## Критика
В одной из рецензий было написано: «Фильм демонстрирует все характеристики развратного/мусорного фильма. Он переходит от одной сцены к другой — например, саботаж троса и последующее падение канатоходца (женщины); её выступление в ревю; попытки соблазнения герцога...». Рецензент возмущался, говоря, что подобные «образы человеческого опыта» могут привести к «деградации моральных чувств широкой публики». А сам фильм приравнивается к «развращающему воздействию».